# Barend Graat
Barend Graat (21. září 1628, Amsterdam - 4. listopadu 1709, Amsterdam) byl nizozemský malíř. Maloval oltářní obrazy, obrazy s historickými tématy, byl také krajinář, portrétista a návrhář.

## Životopis

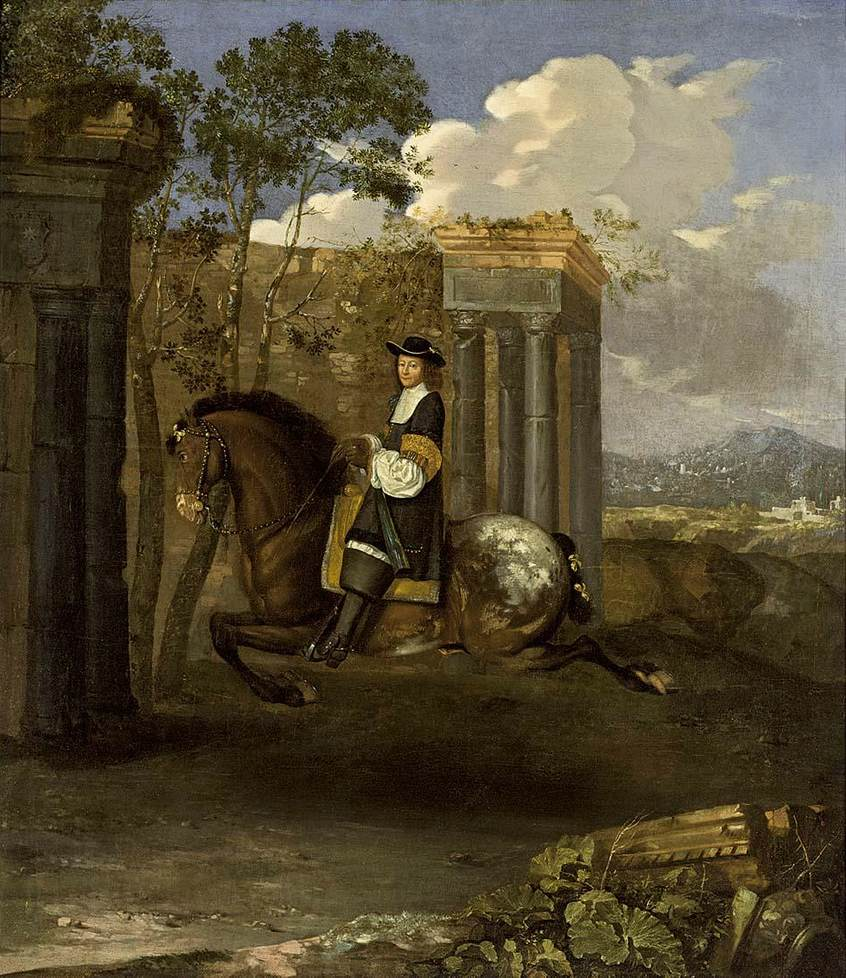
Barend Graat: Jezdecký portrét džentlemana

Barend Graat byl pokřtěn v Nieuwe Kerku v Amsterdamu. Podle Houbrakena, jenž viděl jeho lepty, Graat se naučil malovat od svého strýce Hanse. Ačkoli nikdy nebyl v Itálii, začal se věnovat malým italským krajinám a žánrovým obrázkům ve stylu Pietera van Laera. Své dílo podepisoval B.Graat feecit. Byl velmi dobrý v zobrazování hospodářských zvířat a byl učitelem malíře Johanna Heinricha Roose, kterého přežil. Graat byl přítelem básníka Jana Vose, katolického básníka a dramatika. V roce 1660 se oženil s mladou vdovou. Rozhodl se neodcestovat do Itálie, přestože se na tuto cestu připravoval. V roce 1664 koupil pozemek a postavil dům na Leidsegracht. V roce 1668 a 1670 byly jeho dvě dcery pokřtěny v tajném kostele. V roce 1672 byl jedním z malířů, kteří hodnotili sbírku obrazů prodávaných Gerritem Uylenburghem, jeho úkolem bylo potvrdit pravost obrazů. Po patnácti letech malíř otevřel ve svém domě akademii. Pracoval pro významné amsterodamské rodiny a maloval také tzv. Grisailles - obrazy provedené pouze v odstínech šedé nebo jiné neutrální barvy. Grisaille se používá zejména na velkých dekoračních kompozicích jako imitace soch. Obrazy provedené v hnědé jsou označovány jako brunaille a obrazy provedené v zelené se nazývají verdaille. Mnoho jeho prací se dochovalo dodnes. Jeho synovec Matthijs Pool, který si v roce 1708 vzal Graatovu dceru, publikoval v roce 1727 Graatovy rytiny vytvořené podle slonovinových soch Francise de Bossuita.
Graat se dožil vysokého věku, žil do 81 let.